# Symphonie no 57 de Joseph Haydn

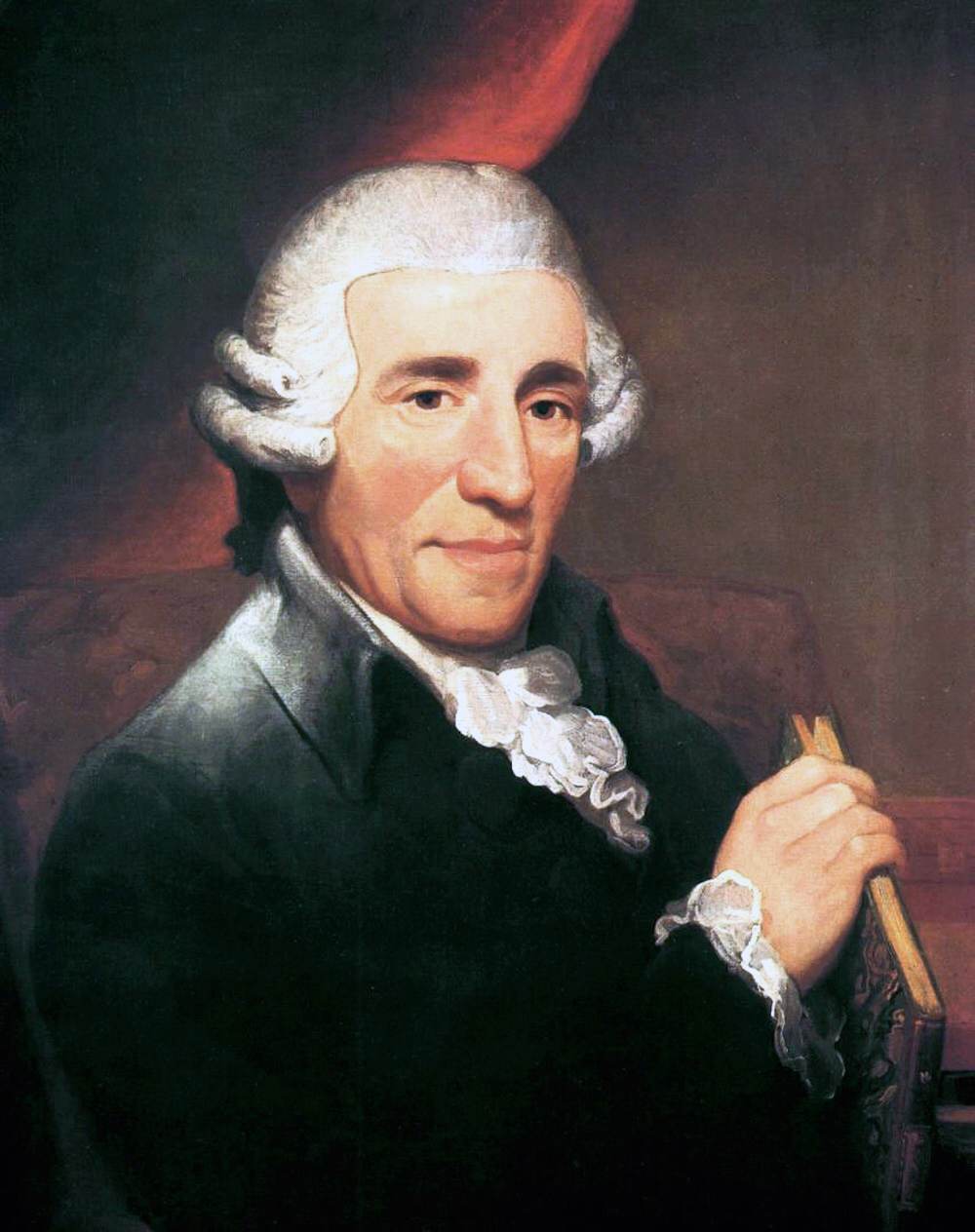
Joseph Haydn.

La Symphonie no 57 de Joseph Haydn en ré majeur Hob.57 est une symphonie du compositeur autrichien Joseph Haydn, composée en 1774. Elle comporte quatre mouvements.

## Analyse de l'œuvre
1. Adagio - Allegro
2. Adagio
3. Menuet
4. Prestissino

Durée approximative : 30 minutes.

## Instrumentation
Deux hautbois, deux cors, plus timbales, cordes.